# توبياس إريكسون
توبياس إريكسون (بالسويدية: Tobias Ericsson)‏ هو لاعب هوكي الجليد سويدي، ولد في 29 يوليو 1987 في ستوكهولم في السويد.

## وصلات خارجية
- توبياس إريكسون على موقع EliteProspects.com (الإنجليزية)